# Talové
Talové (ukrainien : Талове, russe : Таловое Talovoïé) est un village et une commune urbaine en Ukraine qui se trouve dans l'oblast de Louhansk.

## Géographie
Le village se trouve au bord de la rivière Talovaïa dans le bassin du Donets, à 5 km à l'ouest du chef-lieu administratif du raïon, Sorokyne, et à 37 km au sud-ouest de Louhansk.

## Histoire
Talovoïé est fondé en 1815. Le village obtient son statut de commune urbaine en 1938.
Il est tourné vers l'élevage de volaille du temps de l'URSS. Il compte 1 656 habitants en 1989. Le sovkhoze local est provatisé en 1995. La population est descendue à 1 418 habitants en 2013.
Ce village fait partie de la république populaire de Lougansk depuis le printemps 2014, après guerre du Donbass.

## Transports
- La gare de chemin de fer Tormozna (sur la ligne Simeïkine-Nove-Doljanska) se trouve à 2 km du village.